# Gallinago
Gallinago es un género de aves limícolas perteneciente a la familia Scolopacidae que agrupa a especies distribuidas por casi todo el mundo. A sus miembros se les conoce por el nombre popular de agachadizas y también becasinas o becacinas, becardones o agachonas.

## Características
Son aves robustas con un pico desproporcionalmente largo y fino oliva amarillento y plumaje críptico.  Se alimentan de invertebrados que buscan en el barro con sus largos picos. Los vuelos nupciales incluyen caídas en picada que producen diferentes sonidos mecánicos con las timoneras externas.

## Lista de especies
Según el orden filogénico de la  clasificación del Congreso Ornitológico Internacional (IOC) (Versión 4.4, 2014) y Clements Checklist 6.9, este género agrupa a 17 especies:
- Gallinago solitaria Hodgson, 1831 – agachadiza solitaria;
- Gallinago hardwickii (Gray, JE, 1831) – agachadiza japonesa;
- Gallinago nemoricola Hodgson, 1836 – agachadiza del Himalaya;
- Gallinago stenura (Bonaparte, 1831) – agachadiza colirrara;
- Gallinago megala Robert Swinhoe, 1861 – agachadiza del Baikal;
- Gallinago nigripennis Bonaparte, 1839 – agachadiza africana;
- Gallinago macrodactyla Bonaparte, 1839 – agachadiza malgache;
- Gallinago media (Latham, 1789) – agachadiza real;
- Gallinago delicata (Ord, 1825) – agachadiza norteamericana o de Wilson;[4]
- Gallinago gallinago (Linnaeus, 1787) – agachadiza común;
- Gallinago paraguaiae (Vieillot, 1816) – agachadiza suramericana;
- Gallinago magellanica (King, 1828) – agachadiza magallánica;[8]
- Gallinago andina Taczanowski, 1875 – agachadiza de la Puna;[9]
- Gallinago nobilis Sclater, PL, 1856 – agachadiza noble;
- Gallinago undulata (Boddaert, 1783) – agachadiza gigante;
- Gallinago stricklandii (Gray, GR, 1845) – agachadiza fueguina;
- Gallinago jamesoni (Jardine & Bonaparte, 1855) – agachadiza andina;
- Gallinago imperialis (Sclater, PL & Salvin, 1869) – agachadiza imperial.